# François-Auguste Fannière
François-Auguste Fannière né à Longwy le 24 novembre 1818 et mort dans le 6e arrondissement de Paris le 28 novembre 1900 est un dessinateur, sculpteur, ciseleur et orfèvre français.
Il est le cofondateur de la Maison Fannière Frères à Paris avec son frère Joseph Fannière (1820-1897).

## Biographie
François-Auguste Fannière est le fils de Grégoire Fannière (1772-1846), capitaine au régiment d'infanterie et d'Élisabeth Joséphine Fauconnier (1781-1844).
François-Auguste et son frère Joseph Fannière (1820-1897) sont élèves de leur oncle J.H. Fauconnier (1779-1839), orfèvre du roi Charles X. 
En 1838, il entre à l'École des beaux-arts de Paris où il devient l'élève de Michel Martin Drolling.
À l'Exposition universelle de 1855, les deux frères remportent des médailles de 1re classe au titre de coopérateurs.
Ils exposent des médaillons et des bustes au Salon de Paris.
François-Auguste Fannière épouse Augustine Athénaïse Fontaine (1835-1894).
Avec son frère Joseph, il ouvre un atelier d’orfèvrerie à Paris, la Maison Fannière Frères, au 53, rue de Vaugirard, puis au 21, rue de Fleurus.
Il est nommé chevalier de la Légion d'honneur en 1855 et promu officier du même ordre en 1878.
À l'Exposition universelle de 1862, ils remportent une médaille, puis, à celle de 1867, une médaille d'or.
Il est mort à son domicile parisien de la rue de Vaugirard le 28 novembre 1900.